# فرودگاه کیمی
 فرودگاه کیمی (به انگلیسی: Qimei Airport) یک فرودگاه همگانی با کد یاتا CMJ است که یک باند فرود بتن دارد و طول باند آن ۸۴۳ متر است. این فرودگاه در کشور تایوان قرار دارد و در ارتفاع ۱۹ متری از سطح دریا واقع شده است.

## شرکت‌های هواپیمایی و مقصدهای پروازی
| شرکت‌های هواپیمایی | مقصدهای پروازی   |
| ----------------- | ---------------- |
| Daily Air         | گاوشیونگ، ماگونگ |